# Condado de Clearwater (Minnesota)
O Condado de Clearwater é um dos 87 condados do estado americano do Minnesota. A sede do condado é Bagley, e sua maior cidade é Bagley.
O condado possui uma área de 2667 km² (dos quais 91 km² estão cobertos por água), uma população de 8423 habitantes, e uma densidade populacional de 3 hab/km² (segundo o censo nacional de 2000). O condado foi fundado em 1866.